# VietJet Air
VietJet Air – wietnamska tania linia lotnicza z siedzibą w Hanoi, która rozpoczęła działalność 25 grudnia 2011.
VietJet jest drugim tanim i prywatnym przewoźnikiem w Wietnamie. Głównym węzłem jest Port lotniczy Nội Bài w Hanoi.

## Flota

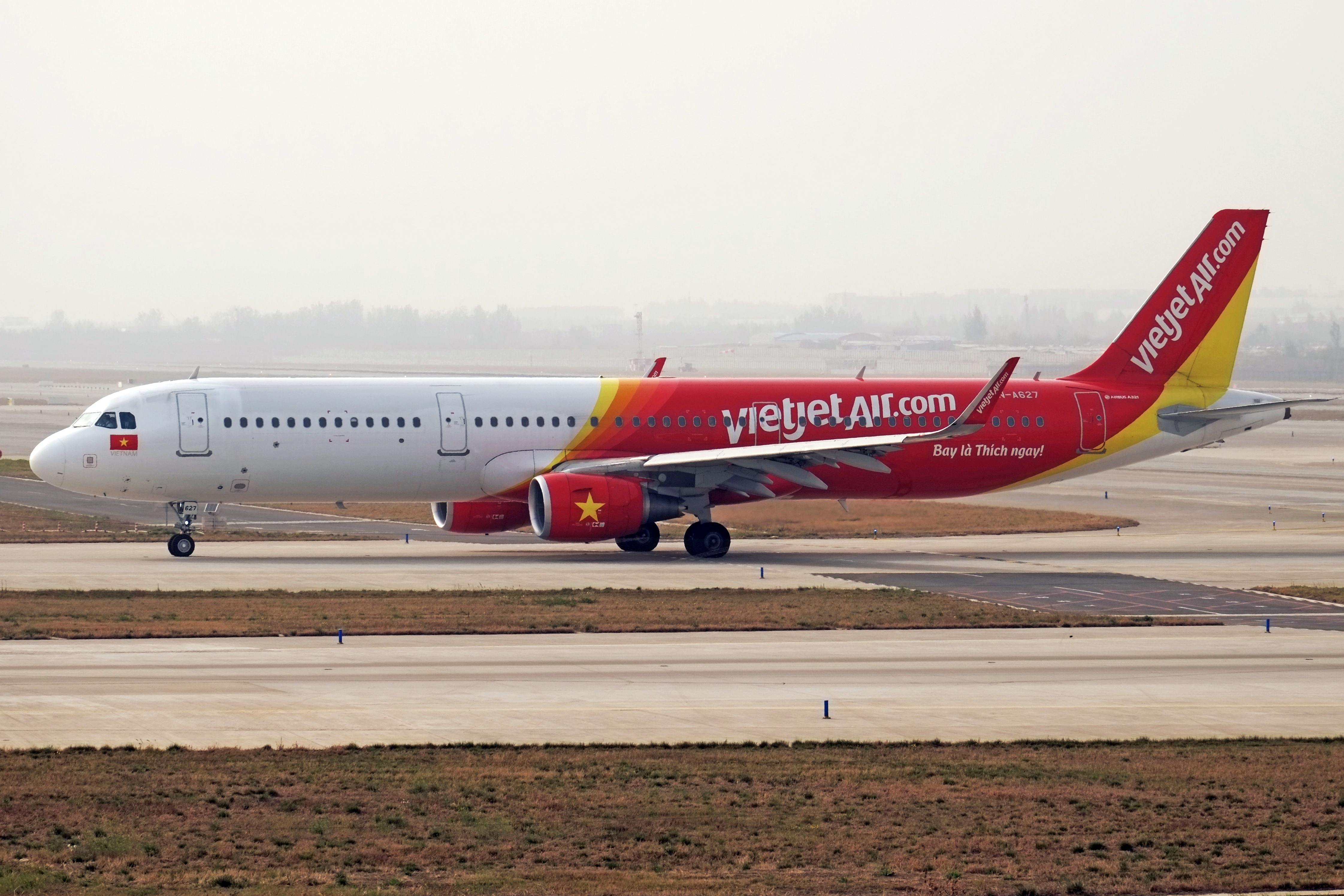
Airbus A321 w barwach przewoźnika

Według stanu na kwiecień 2025 flota VietJet Air składała się z 97 samolotów o średnim wieku 7,3 lat:
| Samolot         | Samolot | Samolot   | Liczba miejsc | Liczba miejsc | Liczba miejsc | Uwagi |
| Model           | Aktywne | Zamówione | B             | E             | Łącznie       | Uwagi |
| --------------- | ------- | --------- | ------------- | ------------- | ------------- | ----- |
| Airbus A320-200 | 17      | -         | -             | 180           | 180           |       |
| Airbus A321-200 | 36      | -         | -             | 230           | 230           |       |
| Airbus A321neo  | 35      | 3         | -             | 240           | 240           |       |
| Airbus A330-300 | 7       | 1         | 12            | 365           | 377           |       |
| Comac ARJ21-700 | 2       | -         | -             | 90            | 90            |       |
| Łącznie         | 97      | 4         |               |               |               |       |